# Meghann Shaughnessy
Pour les articles homonymes, voir Shaughnessy.
Meghann « Meg » Shaughnessy, née le 13 avril 1979 à Richmond en Virginie, est une joueuse de tennis américaine, professionnelle de 1996 à 2011.
Solide puncheuse de fond de court, sa meilleure arme est son service, l'un des plus puissants du circuit, comme l'atteste son record de 22 aces claqués en un seul match.
Meghann Shaughnessy est entraînée par Rafael Font de Mora depuis plus de vingt ans.
Classée 11e mondiale en septembre 2001, elle a remporté six titres en simple sur le circuit WTA et dix-sept en double dames.

## Carrière tennistique
Mehgann Shaughnessy fait ses débuts sur le circuit WTA en 1996 au Grand Prix de Budapest. Dès 1998, elle se hisse dans le top 100 et, en 2000, remporte son premier titre à Shanghai contre Iroda Tulyaganova. L'année suivante, elle se révèle au grand public : le 10 septembre, au bénéfice d'un deuxième titre à Québec, elle atteint la 11e place mondiale. Elle est également finaliste à Scottsdale et Hambourg. Toujours en 2001, elle s'offre des succès contre les 2e, 4e et 5e mondiales du moment, respectivement Venus Williams, Monica Seles et Conchita Martínez.
Elle commence l'année 2002 par une finale à Sydney. Trop inconstante par la suite (29 matchs gagnés, 27 perdus), elle rétrograde rapidement au-delà du 30e rang.
Elle se ressaisit en 2003. En janvier, elle triomphe à Canberra puis se qualifie en quart à l'Open d'Australie (ce qui restera son plus remarquable résultat en Grand Chelem). Elle élimine Venus Williams au troisième tour de l'Open de Miami et fait preuve d'une belle régularité, lui valant un solide retour au sein du top 20. En finale de Fed Cup, avec ses coéquipières Lisa Raymond, Alexandra Stevenson et Martina Navrátilová, elle s'incline fin novembre face à l'équipe de France.
En 2004, Meghann Shaughnessy termine l'année dans le top 40, avec une seule victoire contre une joueuse du top 5 (Anastasia Myskina à Dubaï). Si sa saison en simple s'avère décevante, elle se distingue en double aux côtés de Nadia Petrova, avec laquelle elle signe quelque sept victoires (dont les prestigieux Masters).
Meghann Shaughnessy vit une année noire en 2005. Blessée à la jambe droite ou au dos, elle multiplie les forfaits et les contre-performances et chute au classement. Elle ne compte guère que deux succès probants, face à Vera Zvonareva et Nathalie Dechy.
2006 la voit créer la surprise en mars, quand elle sort assez sèchement au 2e tour Justine Henin, 3e tête de série. Elle remporte deux épreuves mineures au calendrier (tier IV) : en mai, sur la terre battue de Casablanca, et en août sur le ciment de Forest Hills.
À 28 ans, en juin 2007, Meghann Shaughnessy ajoute un 6e et dernier titre son palmarès, l'Open d'Espagne, au détriment de la modeste Edina Gallovits. Auteur de performances plus anecdotiques par la suite, elle est à nouveau blessée en 2008 et 2009 (genou) ; à son retour, elle se consacre exclusivement aux épreuves de double.

## Palmarès

### Titres en simple dames
| No | Date       | Nom et lieu du tournoi               | Catégorie | Dotation  | Surface         | Finaliste           | Score         |          |
| -- | ---------- | ------------------------------------ | --------- | --------- | --------------- | ------------------- | ------------- | -------- |
| 1  | 16-10-2000 | Heineken Open, Shanghai              | Tier IVa  | 140 000 $ | Dur (ext.)      | Iroda Tulyaganova   | 7-62, 7-5     | Parcours |
| 2  | 17-09-2001 | Challenge Bell, Québec               | Tier III  | 170 000 $ | Moquette (int.) | Iva Majoli          | 6-1, 6-3      | Parcours |
| 3  | 06-01-2003 | Canberra Women’s Classic, Canberra   | Tier V    | 110 000 $ | Dur (ext.)      | Francesca Schiavone | 6-1, 6-1      | Parcours |
| 4  | 15-05-2006 | GP Princesse Lalla Meryem, Rabat     | Tier IV   | 145 000 $ | Terre (ext.)    | Martina Suchá       | 6-2, 3-6, 6-3 | Parcours |
| 5  | 22-08-2006 | Women’s Tennis Classic, Forest Hills | Tier IV   | 74 800 $  | Dur (ext.)      | Anna Smashnova      | 1-6, 6-0, 6-4 | Parcours |
| 6  | 11-06-2007 | Barcelona KIA, Barcelone             | Tier IV   | 145 000 $ | Terre (ext.)    | Edina Gallovits     | 6-3, 6-2      | Parcours |

### Finales en simple dames
| No | Date       | Nom et lieu du tournoi                  | Catégorie | Dotation  | Surface      | Vainqueure        | Score     |          |
| -- | ---------- | --------------------------------------- | --------- | --------- | ------------ | ----------------- | --------- | -------- |
| 1  | 26-02-2001 | State Farm Classic, Scottsdale          | Tier II   | 565 000 $ | Dur (ext.)   | Lindsay Davenport | 6-2, 6-3  | Parcours |
| 2  | 01-05-2001 | Betty Barclay Cup, Hambourg             | Tier II   | 565 000 $ | Terre (ext.) | Venus Williams    | 6-3, 6-0  | Parcours |
| 3  | 07-01-2002 | Adidas International, Sydney            | Tier II   | 585 000 $ | Dur (ext.)   | Martina Hingis    | 6-2, 6-3  | Parcours |
| 4  | 14-02-2005 | M. Keegan & Cellular South Cup, Memphis | Tier III  | 170 000 $ | Dur (int.)   | Vera Zvonareva    | 7-63, 6-2 | Parcours |

### Titres en double dames
| No | Date       | Nom et lieu du tournoi                     | Catégorie | Dotation    | Surface         | Partenaire             | Finalistes                               | Score          |          |
| -- | ---------- | ------------------------------------------ | --------- | ----------- | --------------- | ---------------------- | ---------------------------------------- | -------------- | -------- |
| 1  | 30-10-2000 | Challenge Bell Québec                      | Tier III  | 170 000 $   | Moquette (int.) | Nicole Pratt           | Els Callens Kimberly Po                  | 6-3, 6-4       | Parcours |
| 2  | 07-05-2001 | Eurocard German Open Berlin                | Tier I    | 1 185 000 $ | Terre (ext.)    | Els Callens            | Cara Black Elena Likhovtseva             | 6-4, 6-3       | Parcours |
| 3  | 31-12-2001 | Thalgo Hard Court Championships Gold Coast | Tier III  | 170 000 $   | Dur (ext.)      | Justine Henin          | Miriam Oremans Åsa Svensson              | 6-1, 7-66      | Parcours |
| 4  | 29-09-2003 | Ladies Kremlin Cup Moscou                  | Tier I    | 1 300 000 $ | Moquette (int.) | Nadia Petrova          | Anastasia Myskina Vera Zvonareva         | 6-3, 6-4       | Parcours |
| 5  | 24-03-2004 | NASDAQ-100 Open Miami                      | Tier I    | 3 060 000 $ | Dur (ext.)      | Nadia Petrova          | Svetlana Kuznetsova Elena Likhovtseva    | 6-2, 6-3       | Parcours |
| 6  | 05-04-2004 | Bausch & Lomb Championships Amelia Island  | Tier II   | 585 000 $   | Terre (ext.)    | Nadia Petrova          | Myriam Casanova Alicia Molik             | 3-6, 6-2, 7-5  | Parcours |
| 7  | 03-05-2004 | Ladies German Open Berlin                  | Tier I    | 1 300 000 $ | Terre (ext.)    | Nadia Petrova          | Janette Husárová Conchita Martínez       | 6-2, 2-6, 6-1  | Parcours |
| 8  | 10-05-2004 | Telecom Italia Masters Rome                | Tier I    | 1 300 000 $ | Terre (ext.)    | Nadia Petrova          | Virginia Ruano Pascual Paola Suárez      | 2-6, 6-3, 6-3  | Parcours |
| 9  | 19-07-2004 | JPMorgan Chase Open Los Angeles            | Tier II   | 585 000 $   | Dur (ext.)      | Nadia Petrova          | Conchita Martínez Virginia Ruano Pascual | 6-72, 6-4, 6-3 | Parcours |
| 10 | 23-08-2004 | Pilot Pen Tennis by Michelob New Haven     | Tier II   | 585 000 $   | Dur (ext.)      | Nadia Petrova          | Martina Navrátilová Lisa Raymond         | 6-1, 1-6, 7-64 | Parcours |
| 11 | 08-11-2004 | Tour Championships by Porsche Los Angeles  | Masters   | 3 000 000 $ | Dur (int.)      | Nadia Petrova          | Cara Black Rennae Stubbs                 | 7-5, 6-2       | Parcours |
| 12 | 12-09-2005 | Wismilak International Bali                | Tier III  | 225 000 $   | Dur (ext.)      | Anna-Lena Grönefeld    | Yan Zi Zheng Jie                         | 6-3, 6-3       | Parcours |
| 13 | 02-01-2006 | Mondial Australian Women's HC Gold Coast   | Tier III  | 175 000 $   | Dur (ext.)      | Dinara Safina          | Cara Black Rennae Stubbs                 | 6-2, 6-3       | Parcours |
| 14 | 27-02-2006 | Abierto Mexicano HSBC Acapulco             | Tier III  | 180 000 $   | Terre (ext.)    | Anna-Lena Grönefeld    | Shinobu Asagoe Émilie Loit               | 6-1, 6-3       | Parcours |
| 15 | 08-01-2007 | Medibank International Sydney              | Tier II   | 600 000 $   | Dur (ext.)      | Anna-Lena Grönefeld    | Marion Bartoli Meilen Tu                 | 6-3, 3-6, 7-62 | Parcours |
| 16 | 17-05-2010 | Polsat Warsaw Open Varsovie                | Premier   | 600 000 $   | Terre (ext.)    | Virginia Ruano Pascual | Cara Black Yan Zi                        | 6-3, 6-4       | Parcours |
| 17 | 07-02-2011 | Open GDF Suez Paris                        | Premier   | 618 000 $   | Dur (int.)      | Bethanie Mattek-Sands  | Vera Dushevina Ekaterina Makarova        | 6-4, 6-2       | Parcours |

### Finales en double dames
| No | Date       | Nom et lieu du tournoi                     | Catégorie | Dotation    | Surface      | Vainqueures                         | Partenaire             | Score          |          |
| -- | ---------- | ------------------------------------------ | --------- | ----------- | ------------ | ----------------------------------- | ---------------------- | -------------- | -------- |
| 1  | 26-04-1999 | Croatian Ladies Open Bol                   | Tier IVa  | 142 500 $   | Terre (ext.) | Jelena Kostanić Michaela Paštiková  | Andreea Vanc           | 7-5, 6-7, 6-2  | Parcours |
| 2  | 10-05-1999 | Flanders Open Anvers                       | Tier IVb  | 112 500 $   | Terre (ext.) | Laura Golarsa Katarina Srebotnik    | Louise Pleming         | 6-4, 6-2       | Parcours |
| 3  | 16-10-2000 | Heineken Open Shanghai                     | Tier IVa  | 140 000 $   | Dur (ext.)   | Lilia Osterloh Tamarine Tanasugarn  | Rita Grande            | 7-5, 6-1       | Parcours |
| 4  | 01-01-2001 | Thalgo Hard Court Championships Gold Coast | Tier III  | 170 000 $   | Dur (ext.)   | Giulia Casoni Janette Husárová      | Katie Schlukebir       | 7-69, 7-5      | Parcours |
| 5  | 26-02-2001 | State Farm Classic Scottsdale              | Tier II   | 565 000 $   | Dur (ext.)   | Lisa Raymond Rennae Stubbs          | Kim Clijsters          | Forfait        | Parcours |
| 6  | 08-10-2001 | Porsche Tennis Grand Prix Filderstadt      | Tier II   | 565 000 $   | Dur (int.)   | Lindsay Davenport Lisa Raymond      | Justine Henin          | 6-4, 6-74, 7-5 | Parcours |
| 7  | 07-10-2002 | Porsche Grand Prix Filderstadt             | Tier II   | 625 000 $   | Dur (int.)   | Lindsay Davenport Lisa Raymond      | Paola Suárez           | 6-2, 6-4       | Parcours |
| 8  | 12-01-2004 | Adidas International Sydney                | Tier II   | 585 000 $   | Dur (ext.)   | Cara Black Rennae Stubbs            | Dinara Safina          | 7-5, 3-6, 6-4  | Parcours |
| 9  | 07-03-2005 | Pacific Life Open Indian Wells             | Tier I    | 2 100 000 $ | Dur (ext.)   | Virginia Ruano Pascual Paola Suárez | Nadia Petrova          | 7-63, 6-1      | Parcours |
| 10 | 06-03-2006 | Pacific Life Open Indian Wells             | Tier I    | 2 100 000 $ | Dur (ext.)   | Lisa Raymond Samantha Stosur        | Virginia Ruano Pascual | 6-2, 7-5       | Parcours |
| 11 | 10-04-2006 | Family Circle Cup Charleston               | Tier I    | 1 340 000 $ | Terre (ext.) | Lisa Raymond Samantha Stosur        | Virginia Ruano Pascual | 3-6, 6-1, 6-1  | Parcours |
| 12 | 31-07-2006 | Acura Classic San Diego                    | Tier I    | 1 340 000 $ | Dur (ext.)   | Cara Black Rennae Stubbs            | Anna-Lena Grönefeld    | 6-2, 6-2       | Parcours |
| 13 | 15-02-2010 | M. Keegan & Cellular South Cup Memphis     | Intern'l  | 220 000 $   | Dur (int.)   | Vania King Michaëlla Krajicek       | Bethanie Mattek-Sands  | 7-5, 6-2       | Parcours |
| 14 | 23-08-2010 | Pilot Pen Tennis at Yale New Haven         | Premier   | 600 000 $   | Dur (ext.)   | Květa Peschke Katarina Srebotnik    | Bethanie Mattek-Sands  | 7-5, 6-0       | Parcours |
| 15 | 09-03-2011 | BNP Paribas Open Indian Wells              | PREMIER*  | 4 500 000 $ | Dur (ext.)   | Sania Mirza Elena Vesnina           | Bethanie Mattek-Sands  | 6-0, 7-5       | Parcours |
| 16 | 04-04-2011 | Family Circle Cup Charleston               | Premier   | 721 000 $   | Terre (ext.) | Sania Mirza Elena Vesnina           | Bethanie Mattek-Sands  | 6-4, 6-4       | Parcours |

### Finale en double mixte
| No | Date       | Nom et lieu du tournoi   | Catégorie | Dotation    | Surface    | Vainqueures                  | Partenaire   | Score     |          |
| -- | ---------- | ------------------------ | --------- | ----------- | ---------- | ---------------------------- | ------------ | --------- | -------- |
| 1  | 27-08-2007 | US Open Flushing Meadows | G. Chelem | 9 098 000 $ | Dur (ext.) | Victoria Azarenka Max Mirnyi | Leander Paes | 6-4, 7-66 | Parcours |

## Parcours en Grand Chelem

### En simple dames
| Année | Open d'Australie | Open d'Australie    | Internationaux de France | Internationaux de France | Wimbledon       | Wimbledon         | US Open         | US Open             |
| ----- | ---------------- | ------------------- | ------------------------ | ------------------------ | --------------- | ----------------- | --------------- | ------------------- |
| 1996  | -                | -                   | -                        | -                        | -               | -                 | 1er tour (1/64) | Sarah Pitkowski     |
| 1998  | 1er tour (1/64)  | Rita Grande         | -                        | -                        | -               | -                 | 1er tour (1/64) | Marlene Weingärtner |
| 1999  | 1er tour (1/64)  | Barbara Schwartz    | 1er tour (1/64)          | Olga Barabanschikova     | 2e tour (1/32)  | Elena Wagner      | 1er tour (1/64) | Tina Križan         |
| 2000  | 2e tour (1/32)   | Elena Likhovtseva   | 2e tour (1/32)           | Ruxandra Dragomir        | 2e tour (1/32)  | Jennifer Capriati | 3e tour (1/16)  | Venus Williams      |
| 2001  | 2e tour (1/32)   | Venus Williams      | 4e tour (1/8)            | Jennifer Capriati        | 4e tour (1/8)   | Kim Clijsters     | 3e tour (1/16)  | Dája Bedáňová       |
| 2002  | 3e tour (1/16)   | Marlene Weingärtner | 1er tour (1/64)          | C. Granados              | 2e tour (1/32)  | Miriam Oremans    | 3e tour (1/16)  | Jennifer Capriati   |
| 2003  | 1/4 de finale    | Serena Williams     | 3e tour (1/16)           | Ai Sugiyama              | 1er tour (1/64) | Anikó Kapros      | 4e tour (1/8)   | Kim Clijsters       |
| 2004  | 1er tour (1/64)  | Nicole Pratt        | 3e tour (1/16)           | Magdalena Maleeva        | 3e tour (1/16)  | Karolina Šprem    | 1er tour (1/64) | Marion Bartoli      |
| 2005  | 1er tour (1/64)  | Abigail Spears      | 1er tour (1/64)          | Amy Frazier              | 2e tour (1/32)  | Elena Likhovtseva | 1er tour (1/64) | Sesil Karatantcheva |
| 2006  | 1er tour (1/64)  | Roberta Vinci       | 1er tour (1/64)          | Amélie Mauresmo          | 2e tour (1/32)  | Elena Dementieva  | 2e tour (1/32)  | Amélie Mauresmo     |
| 2007  | 1er tour (1/64)  | Renata Voráčová     | 2e tour (1/32)           | Svetlana Kuznetsova      | 1er tour (1/64) | Jarmila Gajdošová | 2e tour (1/32)  | Sybille Bammer      |
| 2009  | -                | -                   | -                        | -                        | -               | -                 | 1er tour (1/64) | Daniela Hantuchová  |

À droite du résultat, l’ultime adversaire.

### En double dames
| Année | Open d'Australie              | Open d'Australie           | Internationaux de France       | Internationaux de France | Wimbledon                     | Wimbledon                   | US Open                        | US Open                       |
| ----- | ----------------------------- | -------------------------- | ------------------------------ | ------------------------ | ----------------------------- | --------------------------- | ------------------------------ | ----------------------------- |
| 1999  | -                             | -                          | 3e tour (1/8) L. Courtois      | Els Callens Rita Grande  | 2e tour (1/16) C. Papadáki    | L. Davenport C. Morariu     | 2e tour (1/16) Laura Golarsa   | Silvia Farina K. Habšudová    |
| 2000  | 2e tour (1/16) Linda Wild     | M. Hingis Mary Pierce      | 3e tour (1/8) Magüi Serna      | C. Martínez P. Tarabini  | 1er tour (1/32) Magüi Serna   | A. Mauresmo A. Sánchez      | 2e tour (1/16) Magüi Serna     | A. Coetzer Lori McNeil        |
| 2001  | 1/4 de finale Nicole Pratt    | M. Hingis Monica Seles     | 3e tour (1/8) Els Callens      | S. Testud Roberta Vinci  | 1er tour (1/32) Els Callens   | Bianka Lamade P. Schnyder   | 2e tour (1/16) Justine Henin   | S. Jeyaseelan Krasnoroutskaïa |
| 2002  | -                             | -                          | -                              | -                        | 3e tour (1/8) Els Callens     | V. Ruano Paola Suárez       | 1/4 de finale Kim Clijsters    | E. Dementieva J. Husárová     |
| 2003  | 1/4 de finale D. Hantuchová   | E. Gagliardi Petra Mandula | 1er tour (1/32) C. Martínez    | Maja Matevžič H. Nagyová | 2e tour (1/16) E. Gagliardi   | M. Sequera M. Washington    | 1er tour (1/32) E. Gagliardi   | M. Bartoli M. Casanova        |
| 2004  | 3e tour (1/8) Nadia Petrova   | E. Gagliardi Roberta Vinci | 1/4 de finale Nadia Petrova    | Navrátilová Lisa Raymond | 1/4 de finale Nadia Petrova   | Cara Black Rennae Stubbs    | 2e tour (1/16) Nadia Petrova   | Janet Lee Peng Shuai          |
| 2005  | -                             | -                          | 1/2 finale Nadia Petrova       | V. Ruano Paola Suárez    | 1/4 de finale Nadia Petrova   | B. Stewart S. Stosur        | 3e tour (1/8) Nadia Petrova    | E. Dementieva F. Pennetta     |
| 2006  | 1/2 finale A.-L. Grönefeld    | Lisa Raymond S. Stosur     | 2e tour (1/16) A.-L. Grönefeld | J. Husárová Sania Mirza  | 1/4 de finale A.-L. Grönefeld | Yuliana Fedak T. Perebiynis | 2e tour (1/16) A.-L. Grönefeld | Ana Ivanović M. Kirilenko     |
| 2007  | 1/4 de finale A.-L. Grönefeld | Lisa Raymond S. Stosur     | 1/4 de finale J. Husárová      | Cara Black Liezel Huber  | 3e tour (1/8) J. Husárová     | S. Kuznetsova Nadia Petrova | 1/4 de finale C. Morariu       | Květa Peschke Rennae Stubbs   |
| 2009  | -                             | -                          | -                              | -                        | -                             | -                           | 1er tour (1/32) Alicia Molik   | L. Dekmeijere Julie Ditty     |
| 2010  | 1er tour (1/32) Alicia Molik  | Klaudia Jans A. Rosolska   | 1er tour (1/32) V. Ruano       | Cara Black Elena Vesnina | 2e tour (1/16) V. Ruano       | Květa Peschke K. Srebotnik  | 1/4 de finale B. Mattek        | Chan Yung-Jan Zheng Jie       |
| 2011  | 1/4 de finale B. Mattek       | Květa Peschke K. Srebotnik | 2e tour (1/16) B. Mattek       | Julia Görges A. Petkovic | 2e tour (1/16) B. Mattek      | N. Llagostera Arantxa Parra | -                              | -                             |

Sous le résultat, la partenaire ; à droite, l’ultime équipe adverse.

### En double mixte
| Année | Open d'Australie            | Open d'Australie          | Internationaux de France     | Internationaux de France    | Wimbledon                     | Wimbledon                | US Open                      | US Open                   |
| ----- | --------------------------- | ------------------------- | ---------------------------- | --------------------------- | ----------------------------- | ------------------------ | ---------------------------- | ------------------------- |
| 1999  | -                           | -                         | -                            | -                           | 1er tour (1/32) David Di      | F. Labat M. Rodríguez    | -                            | -                         |
| 2000  | -                           | -                         | 3e tour (1/8) Fredrik Bergh  | K. Boogert M. Woodforde     | 1er tour (1/32) Fredrik Bergh | S. Smith Kyle Spencer    | -                            | -                         |
| 2001  | 1/2 finale Robbie Koenig    | C. Morariu E. Ferreira    | -                            | -                           | 1er tour (1/32) Cyril Suk     | Lori McNeil G. Stafford  | 1er tour (1/16) Cyril Suk    | Ai Sugiyama E. Ferreira   |
| 2002  | -                           | -                         | -                            | -                           | -                             | -                        | 1er tour (1/16) R. Kendrick  | K. Srebotnik Bob Bryan    |
| 2003  | -                           | -                         | -                            | -                           | -                             | -                        | 2e tour (1/8) Rick Leach     | V. Ruano Mark Knowles     |
| 2005  | -                           | -                         | 1er tour (1/16) Gastón Etlis | Dinara Safina Simon Aspelin | -                             | -                        | 1er tour (1/16) J. Gimelstob | Likhovtseva Daniel Nestor |
| 2006  | 2e tour (1/8) Simon Aspelin | N. Dechy Leander Paes     | 1er tour (1/16) Mike Bryan   | M. Kirilenko Leander Paes   | 2e tour (1/16) J. Gimelstob   | Navrátilová Mark Knowles | 1/2 finale J. Gimelstob      | Navrátilová Bob Bryan     |
| 2007  | 1er tour (1/16) Martin Damm | Likhovtseva Daniel Nestor | 1/4 de finale Leander Paes   | Sun Tiantian Julian Knowle  | 1/4 de finale Leander Paes    | S. Beltrame F. Santoro   | Finale Leander Paes          | V. Azarenka Max Mirnyi    |
| 2011  | 1/4 de finale Andy Ram      | M. Kirilenko N. Zimonjić  | 1er tour (1/16) Andy Ram     | Nadia Petrova Jamie Murray  | 3e tour (1/8) Andy Ram        | Hsieh Su-Wei Paul Hanley | -                            | -                         |

Sous le résultat, le partenaire ; à droite, l’ultime équipe adverse.

## Parcours en «Premier Mandatory» et «Premier 5»
Découlant d'une réforme du circuit WTA inaugurée en 2009, les tournois WTA « Premier Mandatory » et « Premier 5 » constituent les catégories d'épreuves les plus prestigieuses, après les quatre levées du Grand Chelem.

### En simple dames
| Année |              | Premier Mandatory | Premier Mandatory | Premier Mandatory | Premier Mandatory |       | Premier 5 | Premier 5 | Premier 5  | Premier 5 | Premier 5                  | Premier 5 | Premier 5 |
| Année | Indian Wells | Miami             | Madrid            | Pékin             |                   | Dubaï | Rome      | Canada    | Cincinnati |           | Tokyo                      |           |           |
| Année | Indian Wells | Miami             | Madrid            | Pékin             |                   | Doha  | Rome      | Canada    | Cincinnati |           | Wuhan                      |           |           |
| Année | Indian Wells | Miami             | Madrid            | Pékin             |                   |       | Rome      | Canada    | Cincinnati |           |                            |           |           |
| 2009  |              |                   |                   |                   |                   |       |           |           |            |           | 1er tour (1/32) S. Cîrstea |           |           |

Sous le résultat, l’ultime adversaire.

### En double dames
| Année                 | Premier Mandatory   | Premier Mandatory          | Premier Mandatory  | Premier Mandatory          | Premier Mandatory   | Premier Mandatory | Premier Mandatory | Premier Mandatory          | Premier 5         | Premier 5 | Premier 5 | Premier 5                  | Premier 5         | Premier 5                    | Premier 5       | Premier 5             | Premier 5       | Premier 5  | Premier 5 | Premier 5 | Premier 5 | Premier 5 |
| Année                 | Indian Wells        | Indian Wells               | Miami              | Miami                      | Madrid              | Madrid            | Pékin             | Pékin                      | Dubaï             | Dubaï     | Doha      | Doha                       | Rome              | Rome                         | Canada          | Canada                | Cincinnati      | Cincinnati | Tokyo     | Tokyo     | Wuhan     | Wuhan     |
| --------------------- | ------------------- | -------------------------- | ------------------ | -------------------------- | ------------------- | ----------------- | ----------------- | -------------------------- | ----------------- | --------- | --------- | -------------------------- | ----------------- | ---------------------------- | --------------- | --------------------- | --------------- | ---------- | --------- | --------- | --------- | --------- |
| 2010                  |                     |                            |                    |                            |                     |                   |                   |                            |                   |           |           |                            |                   |                              |                 |                       |                 |            |           |           |           |           |
| 1er tour (1/16) Ruano | Dushevina Rodionova | —                          | —                  | 1/4 de finale Ruano        | Llagostera Martínez | —                 | —                 | —                          | —                 |           |           | —                          | —                 | 1er tour (1/16) Mattek-Sands | Black Rodionova | 2e tour (1/8) Vesnina | Black Rodionova | —          | —         |           |           |           |
| 2011                  |                     |                            |                    |                            |                     |                   |                   |                            |                   |           |           |                            |                   |                              |                 |                       |                 |            |           |           |           |           |
| Finale Mattek-Sands   | Mirza Vesnina       | 2e tour (1/8) Mattek-Sands | Stephens Wickmayer | 1/4 de finale Mattek-Sands | King Shvedova       | —                 | —                 | 1/4 de finale Mattek-Sands | Peschke Srebotnik |           |           | 1/4 de finale Mattek-Sands | Peschke Srebotnik | —                            | —               | —                     | —               | —          | —         |           |           |           |

N.B. : le nom de la partenaire se trouve sous le résultat ; le nom des ultimes adversaires se trouve à droite.

## Parcours aux Masters

### En simple dames
| # | Date       | Nom de l'édition           | ($)       | Surface    | Résultat       | Ultime adversaire | Score     |          |
| - | ---------- | -------------------------- | --------- | ---------- | -------------- | ----------------- | --------- | -------- |
| 1 | 29/10/2001 | Sanex Championships Munich | 3 000 000 | Dur (int.) | 1er tour (1/8) | Jelena Dokić      | 7-64, 6-2 | Parcours |

### En double dames
| # | Date       | Nom de l'édition                          | ($)       | Surface    | Résultat | Partenaire    | Ultimes adversaires      | Score    |          |
| - | ---------- | ----------------------------------------- | --------- | ---------- | -------- | ------------- | ------------------------ | -------- | -------- |
| 1 | 08/11/2004 | Tour Championships by Porsche Los Angeles | 3 000 000 | Dur (int.) | Victoire | Nadia Petrova | Cara Black Rennae Stubbs | 7-5, 6-2 | Parcours |

## Parcours en Fed Cup
| #                                                                   | Date       | Lieu           | Surface         | Gagnante(s)                      | Perdante(s)                | Score           |          |
|                                                                     |            |                |                 |                                  |                            |                 |          |
| 2002 - 1er tour (groupe mondial) - États-Unis - Autriche - 2 : 3    |            |                |                 |                                  |                            |                 |          |
| 1                                                                   | 27/04/2002 | Charlotte (NC) | Terre (ext.)    | Barbara Schwartz                 | Meghann Shaughnessy        | 4-6, 7-67, 9-7  | Parcours |
|                                                                     |            |                |                 |                                  |                            |                 |          |
| 2002 - Barrage (groupe mondial I) - États-Unis - Israël - 5 : 0     |            |                |                 |                                  |                            |                 |          |
| 2                                                                   | 20/07/2002 | Springfield    | Dur (ext.)      | Lisa Raymond Meghann Shaughnessy | Tzipora Obziler Hila Rosen | 6-3, 6-0        | Parcours |
|                                                                     |            |                |                 |                                  |                            |                 |          |
| 2003 - 1/4 de finale (groupe mondial) - États-Unis - Italie - 5 : 0 |            |                |                 |                                  |                            |                 |          |
| 3                                                                   | 19/07/2003 | Washington     | Dur (ext.)      | Meghann Shaughnessy              | Francesca Schiavone        | 6-3, 6-4        | Parcours |
| 3                                                                   | 19/07/2003 | Washington     | Dur (ext.)      | Meghann Shaughnessy              | Rita Grande                | 6-3, 7-5        | Parcours |
|                                                                     |            |                |                 |                                  |                            |                 |          |
| 2003 - 1/2 finale (groupe mondial) - États-Unis - Belgique - 4 : 1  |            |                |                 |                                  |                            |                 |          |
| 4                                                                   | 19/11/2003 | Moscou         | Moquette (int.) | Meghann Shaughnessy              | Kirsten Flipkens           | 6-74, 7-68, 9-7 | Parcours |
| 4                                                                   | 19/11/2003 | Moscou         | Moquette (int.) | Els Callens                      | Meghann Shaughnessy        | 6-3, 7-65       | Parcours |
|                                                                     |            |                |                 |                                  |                            |                 |          |
| 2003 - Finale (groupe mondial) - États-Unis - France - 1 : 4        |            |                |                 |                                  |                            |                 |          |
| 5                                                                   | 22/11/2003 | Moscou         | Moquette (int.) | Mary Pierce                      | Meghann Shaughnessy        | 6-3, 3-6, 8-6   | Parcours |
| 5                                                                   | 22/11/2003 | Moscou         | Moquette (int.) | Amélie Mauresmo                  | Meghann Shaughnessy        | 6-2, 6-1        | Parcours |

## Classements WTA en fin de saison

### En simple
| Année | 1994 | 1995 | 1996 | 1997 | 1998 | 1999 | 2000 | 2001 | 2002 | 2003 | 2004 | 2005 | 2006 | 2007 | 2008 | 2009 |
| Rang  | 705  | 425  | 165  | 164  | 72   | 97   | 39   | 12   | 30   | 17   | 40   | 66   | 37   | 53   | 838  | 586  |

Source : (en) « Classements de Meghann Shaughnessy », sur le site officiel du WTA Tour

### En double
| Année | 1998 | 1999 | 2000 | 2001 | 2002 | 2003 | 2004 | 2005 | 2006 | 2007 | 2008 | 2009 | 2010 | 2011 |
| Rang  | 62   | 62   | 36   | 14   | 17   | 25   | 6    | 19   | 15   | 17   | 268  | 221  | 34   | 19   |

Source : (en) « Classements de Meghann Shaughnessy », sur le site officiel du WTA Tour